# Алімпієв Володимир Анатолійович
Володи́мир Анато́лійович Алі́мпієв — військовослужбовець Повітряних Сил Збройних сил України, бригадний генерал.

## З життєпису
Станом на січень 2012 року — заступник командира з бойової підготовки повітряного командування «Південь».
У червні 2016-го — тимчасовий виконувач обов'язків командира повітряного командування «Південь».

## Нагороди
За особисту мужність і героїзм, виявлені у захисті державного суверенітету та територіальної цілісності України, вірність військовій присязі під час бойових дій та при виконанні службових обов'язків, відзначений — нагороджений
- 13 серпня 2015 року — орденом Данила Галицького.
- Медаль «За бездоганну службу» II ступеня[1]